# Арат из Сикиона
Арат (271. п. н. е. - 213. п. н. е.) био је грчки генерал из старогрчког града Сикион. Ослободио је Сикион од тиранина Никокла 251. године п. н. е. и укључио га у Ахајски савез. То је довело до максималног проширења тог савеза. Био је биран за војсковођу више пута. Кад је добио подршку Птолемеја III усмерио је своја настојања на ослобађање Пелопонеза од Македоније. Дошавши у сукоб са Спартом, када су Спартанци поразили његову војску и скоро потпуно уништили градове које су припадале Ахајском савезу, он је склопио савез са македонским краљем Антигона III Досона, и нанио Спартанцима тежак пораз у бици код Селасије 222. године п. н. е.. После Антигоносове смрти 222. п. н. е. Арат није мого да дође до савезничког споразума са Антигоновим наследником, Филипом V, који је хтео да претвори Ахајски савез у македонског вазала. Полибије из Мегалопоља и Плутарх из Херонеје пишу даје Филип отровао Арата 213. п. н. е.
Арат је нписао Успомене у 30 књига, у којима оправдава своје политичке поступке. Тим делом су се служили као извором Полибије и Плутарх.